# Рулье, Карл Францевич
Карл Фра́нцевич Рулье́ (фр. Сarl (Karl) Rouillier (Rouille); 8 [20] апреля 1814 или 20 апреля 1814, Нижний Новгород, Нижегородская губерния, Российская империя — 10 [22] апреля 1858 или 22 апреля 1858, Москва, Московская губерния, Российская империя) — русский биолог, зоолог, геолог, палеонтолог, ординарный профессор Московского университета (1842).

## Биография
Родился 8 (20) апреля 1814 года в Нижнем Новгороде в семье французских эмигрантов евангелическо-лютеранского вероисповедания. Отец был сапожником, а мать — повивальной бабкой (акушеркой). Сначала воспитывался дома, а затем — в частных пансионах «небогатой руки».
В 1829 году переехал в Москву и в сентябре поступил в Медико-хирургическую академию. После перехода на третий курс в 1831 году он стал студентом и учился у Г. И. Фишера фон Вальдгейма и А. Л. Ловецкого. Окончил академию в 1833 году со степенью лекаря первого класса и серебряной медалью.
Будучи вынужден жить личным трудом, Рулье поступил на службу врачом в Рижский 11-й драгунский полк, где оставался до 1836 года. Выйдя в отставку, принял предложение Г. И. Фишера фон Вальдгейма занять место репетитора при кафедре естественной истории Московской медико-хирургической академии. В 1837 году защитил диссертацию «О геморрое» и получил степень доктора медицины. После этого Рулье стал преподавать студентам минералогию и зоологию в качестве адъюнкт-профессора кафедры естественной истории. Одновременно работал в университетском Зоологическом музее: хранителем — с 1837 года, директором — с 1840 года. В 1837 году был избран членом Московского общества испытателей природы, в период 1840—1851 являлся его секретарём.
В разное время он преподавал в Московском 1-м кадетском корпусе, Московском воспитательном доме и в Александринском сиротском институте.
В 1840 году начал читать лекции по зоологии в Императорском Московском университете. Летом 1841 года посетил университеты Северной и Средней Германии, слушал лекции известных профессоров. В 1842 году избран экстраординарным профессором по кафедре зоологии, а в 1850 году стал ординарным профессором.
Рулье был одним из первых российских пропагандистов и популяризаторов естественных наук. Он активно читал публичные лекции, основал и редактировал научно-популярный журнал «Вестник естественных наук» (1854—1860), который издавало Московское общество испытателей природы. Рулье создал российскую научную школу зоологов-эволюционистов (Н. А. Северцов, А. П. Богданов и др.). Был основателем и директором Комитета акклиматизации животных при Обществе сельского хозяйства (с 1856). Кроме этого, в 1840 году он был избран членом Курляндского общества литературы и искусства.
Умер от инсульта 10 (22) апреля 1858 года в Москве. Похоронен на Введенском кладбище (2 уч.).

## Научная деятельность

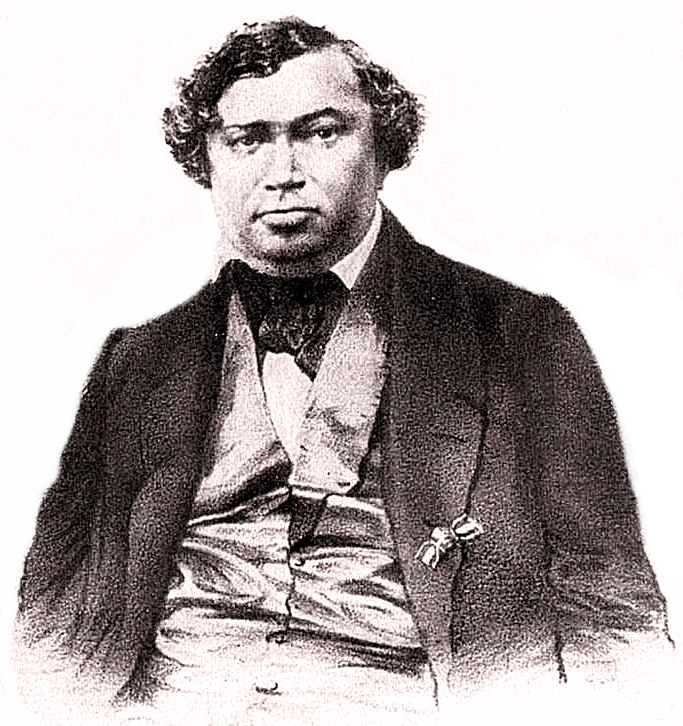
К. Ф. Рулье

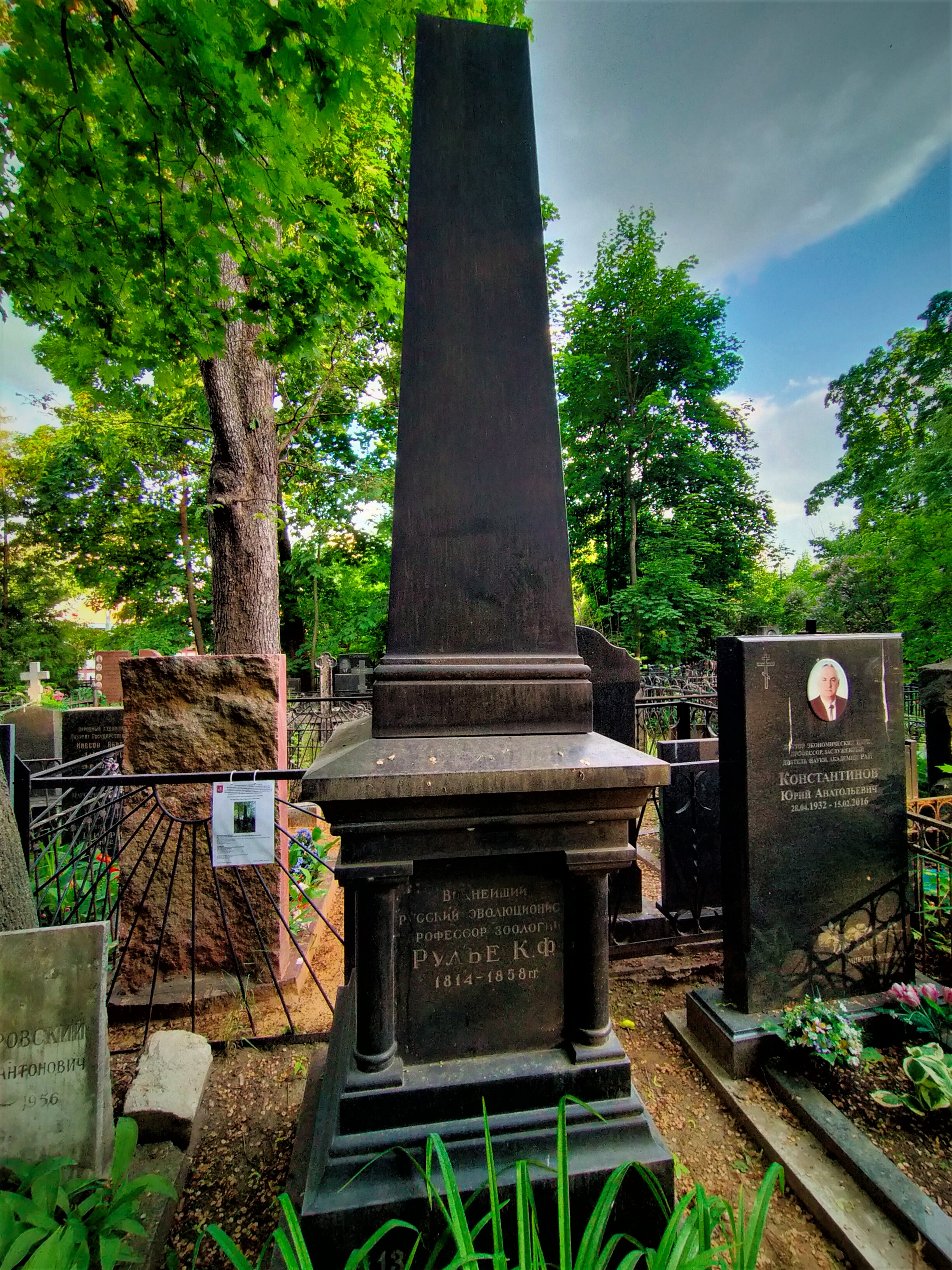
Могила К. Ф. Рулье на Введенском кладбище

Влияние внешних условий на животных и законы их географического распространения, периодические странствования птиц, ход рыбы против течения во время нереста, зооэтика — вот какие вопросы занимали Рулье. Он рассматривал организм не взятым отдельно, а в связи с миром, предшествовавшим его появлению, оценивал влияние на организм среды, в которой происходит его жизнь, ряд тех изменений и приспособлений в органах, которые вызывает эта среда, — всё это было положено в основу курса Рулье. Ещё до Ч. Дарвина он указывал, что опыт выведения новых пород животных и их акклиматизации даёт ключ к пониманию движущих сил эволюции в естественных условиях. Рулье считал, что наследственность определяется исторически сложившимися условиями, а изменчивость — условиями существования. Выступал против учения о неизменяемости вида.
Рулье активно работал в области геологии и палеонтологии Подмосковья, создав основу для развития эволюционной палеонтологии. Его палеонтологические исследования были посвящены некоторым простейшим, аммонитам и др. Он описал ряд новых видов и ввёл сравнительно-исторический метод исследования органического мира. Работы Рулье по изучению инстинктов животных и их психической деятельности заложили основы эволюционного направления в зоопсихологии.

### Основные труды
- Рулье К. Ф. Жизнь животных по отношению к внешним условиям : три публ. лекции, читанные ординарным профессором К. Рулье в 1851 г. — М.: Московский университет, 1852. — 121 с.
- Рулье К. Ф. Зообиология // Русские биологи-эволюционисты до Дарвина : материалы к истории эволюционной идеи в России / Б. Е. Райков. — М.; Л: АН СССР, 1955. — Т. 3. — С. 437—604. [Рукопись хранится в Отделе рукописей Научной библиотеки МГУ].
- Рулье К. Ф. Избранные биологические произведения / Под ред., с коммент. и послесл. Л. Ш. Давиташвили, С. Р. Микулинского. — М.: АН СССР, 1954. — 688 с.
- Рулье К. Ф. О влиянии наружных условий на жизнь животных // Библиотека для воспитания : журнал.
  - […]. — 1845, ч. 2. — С. 190—220.
  - […]. — 1845, ч. 3. — С. 51—86.
- Рулье К. Ф. О животных Московской губернии. — М.: Унив. тип., 1845. — 96 с.
- Рулье К. Ф. Три открытия в естественной истории пчелы. — М.: Тип. Каткова и К°, 1857. — 57 с.